# Eucalyptus howittiana
Eucalyptus howittiana är en myrtenväxtart som beskrevs av Ferdinand von Mueller. Eucalyptus howittiana ingår i släktet Eucalyptus och familjen myrtenväxter. Inga underarter finns listade i Catalogue of Life.